# Lissy Schmidt
Lissy Schmidt (* 19. Januar 1959; † 3. April 1994 bei Sulaymaniyah, Irak), auch bekannt unter den Pseudonymen Milena Ergen und Petra Sert, war eine deutsche Journalistin, die u. a. für die Frankfurter Rundschau, den Tagesspiegel und AFP (Agence France-Presse) tätig war. Sie und ihr Fahrer wurden in einem Hinterhalt im Tal von Bachchian, Sulaymaniyah, im Irak getötet, als sie über die Irakischen Kurden berichtete. Der Publikation eines ihrer Bücher auf Türkisch folgte unmittelbar das Verbot in der Türkei.

## Persönliches
Lissy Schmidt ging in Wiesbaden zur Schule. Sie war Mitglied von Pax Christi in Limburg.
Schmidt beherrschte zwei kurdische Dialekte, Sorani und Kurmandschi, und laut der Wochenschrift Die Zeit war sie unter den Kurden weithin bekannt.
Sie wurde im Alter von 35 Jahren ermordet. Zur Erinnerung an Lissy Schmidt wurde im irakischen Sulaymaniyah ein Denkmal errichtet.

## Karriere
Vor der Berichterstattung aus dem Irak hatte Schmidt über kurdische Themen und Probleme in der Türkei für die Frankfurter Rundschau geschrieben. Seit 1991 war sie im Auftrag der Agence France Presse im kurdischen Irak unterwegs.
Unter dem Pseudonym Milena Ergen publizierte Schmidt zwei Bücher über Kurdistan: Kurdistan im Jahr 1989 und Wie teuer ist die Freiheit? welches erst posthum 1994 erschien. In der Türkei erschien es 1997, die Türkei verbot Schmidts Buch und leitete ein Verfahren gegen ihre türkische Herausgeberin Ayşe Nur Zarakolu und die beiden Übersetzer ein.

## Tod
Lissy Schmidt wurde mit ihrem Fahrer und Bodyguard Aziz Kadir Farag am 3. April 1994 getötet, als aus einem beifahrenden Wagen das Feuer eröffnet wurde.
The Independent berichtete, dass zwei Iraker später die Morde zugaben. Als Grund wurde angeführt, dass ihre eigenen Familien in Geiselhaft waren und die irakische Regierung zur Tötung von Ausländern aufgerufen hatte. Es sei ihnen also um die Sicherheit ihrer Angehörigen gegangen. Beide Männer wurden wegen Mordes hingerichtet. Lissy Schmidt wurde auf dem Friedhof in Wiesbaden-Igstadt beigesetzt.
Nach Angaben der Organisation Medico international, für die sie lange tätig war, recherchierte sie zum Zeitpunkt ihrer Ermordung über Drogenhandel im Irak und die Verwicklung der DPK, was auch der Grund für ihre Ermordung war.

## Kontext
Die USA beschuldigten die irakische Regierung, auf die Tötung von Ausländern in den kurdischen Regionen Kopfgelder ausgesetzt zu haben. Einen Monat vor Schmidts Ermordung wurden zwei schwedische Reporter durch eine Autobombe verwundet, zwei Tschechen und zwei Österreicher wurden bei weiteren Attacken verletzt.

## Veröffentlichungen
- als Milena Ergen: Kurdistan. Hrsg.: Kampagne „Produzieren für das Leben – Rüstungsexporte stoppen!“ und Kommunikationszentrum Idstein e.V. (KOMZI), Idstein 1989, ISBN 978-3-928082-01-3.
- als Milena Ergen: Wie teuer ist die Freiheit? Reportagen aus der selbstverwalteten kurdischen Region 1991–93. ISP, Köln 1994, ISBN 978-3-929008-56-2.